# Synodontis dhonti
Synodontis dhonti là một loài cá thuộc họ Mochokidae. Nó được tìm thấy ở Burundi, Cộng hòa Dân chủ Congo, Tanzania, and Zambia. Môi trường sống tự nhiên của chúng là hồ nước ngọt.